# Norte de Santander
Norte de Santander  je kolumbijski departman u sjeveroistočnom dijelu države na granici s Venezuelom. Glavni grad departmana je Cúcuta. Prema podacima iz 2005. godine u departmanu živi 1.228.028 stanovnika te je 12 kolumbijski departman po broju stanovnika. Sastoji se od 40 općina.

## Općine
U departmanu Norte de Santander se nalazi 40 općina:

#### Zapad
1. Abrego
2. Cachira
3. Convención
4. El Carmen
5. La Esperanza
6. Hacari
7. La Playa
8. Ocaña
9. San Calixto
10. Teorama

#### Sjever
1. Bucarasica
2. El Tarra
3. Sardinata
4. Tibú

#### Istok
1. Cúcuta
2. El Zulia
3. Los Patios
4. Puerto Santander
5. San Cayetano
6. Villa del Rosario

#### Jugozapad
1. Cácota
2. Chitagá
3. Mutiscua
4. Pamplona, Kolumbija
5. Pamplonita
6. Silos

#### Središte
1. Arboledas
2. Cucutilla
3. Gramalote
4. Lourdes
5. Salazar de las Palmas
6. Santiago
7. Villa Caro

#### Jugoistok
1. Bochalema
2. Chinácota
3. Duranía
4. Herrán
5. Labateca
6. Ragonvalia
7. Toledo

## Vanjske poveznice
- Službena stranica departmana